# دبلیودبلیوئی ۲کی۱۶
دبلیودبلیوئی ۲کی۱۶ (به انگلیسی: WWE 2K16) یک بازی ویدئویی کشتی حرفه‌ای است که با همکاری دو شرکت ویژوال کانسپت و یوکس توسعه یافته‌است و توسط شرکت ۲کی اسپورتز برای پلی‌استیشن ۳، پلی‌استیشن ۴، اکس‌باکس ۳۶۰، اکس‌باکس وان و مایکروسافت ویندوز منتشر شده‌است. این بازی یکی از بهترین بازی‌های رسلینگ در جهان است و از مهمترین بخش‌های ان یونیورس هست که پر از کات سین‌های جذاب هست. بخش مای کریر ان را شما سرنوشت ان را تایین می‌کنید. این بازی در تاریخ‌های ۲۷ اکتبر ۲۰۱۵ (در آمریکای شمالی)، ۳۰ اکتبر ۲۰۱۵ (در اروپا و استرالیا) و ۱۱ مارس ۲۰۱۶ (برای پی‌سی) منتشر شد.
روند داستانی این بازی اشاره به دوران طلایی ورزشی استیو آستین دارد.
کشتی گیرانی که در این بازی می‌توان به آنها اشاره
کرد آندرتیکر. جان سینا
.رندی اورتون. تریپل اچ (بم بم بیگلو)(کولونل مصطفی) (آیرون شیخ)